# Wilkinson Microwave Anisotropy Probe
Pour les articles homonymes, voir Wilkinson.
Wilkinson Microwave Anisotropy Probe ou WMAP est un observatoire spatial américain de la NASA lancé en juin 2001 pour dresser une carte de l'anisotropie du fond diffus cosmologique. Par rapport à l'observatoire spatial COBE qui l'a précédé dans les années 1980, la mission a permis d'améliorer d'un facteur 68 000 la précision des valeurs des principaux paramètres cosmologiques comme l'âge de l'Univers (13,77 milliards d'années) et la proportion de ses composants : matière baryonique (4,6 %), matière noire (24 %) et énergie sombre (71 %). Les mesures effectuées confirment les hypothèses du modèle standard de la cosmologie. Le satellite de 840 kg, qui a effectué ses observations depuis une orbite autour du point de Lagrange L2, a achevé sa mission le 19 août 2010.

## Contexte

### Le fond diffus cosmologique photo de l'univers primordial
Pour un article plus général, voir Fond diffus cosmologique.
Au cours des millénaires qui suivent le Big Bang, il y a 13,8 milliards d'années, la matière de l'univers primordial  est en équilibre thermique, et émet un rayonnement électromagnétique de corps noir, dont la longueur d'onde est liée à la température de la matière. Mais celle-ci est à l'époque très chaude et très dense : elle se comporte comme un plasma et les photons associés à ce rayonnement ne peuvent se déplacer que sur des distances très courtes car ils interagissent immédiatement avec la matière : l'univers est opaque.
Immédiatement après le Big Bang, l'univers commence à se dilater et donc à se refroidir. Au bout de 380 000 ans, cette évolution produit le découplage du rayonnement : la température a suffisamment baissé pour que les électrons libres s'associent aux noyaux atomiques, formant des atomes. Dans ce nouvel état, la matière n'empêche plus les photons de se déplacer et le rayonnement qui existait au moment de cet événement se diffuse. La quantité d'énergie libérée est énorme. Initialement le rayonnement est celui d'un gaz chaud dont la température est de 3 000 kelvins (2 700 °C). Il se situe alors dans le spectre du proche infrarouge, mais avec l'expansion de l'Univers, son énergie diminue (effet Doppler) et à notre époque, 13 milliards d'années après son apparition, ce rayonnement est celui d'un corps noir à la température extrêmement basse de 2,726 kelvins (−270 °C). Ce rayonnement diffus cosmologique, dont la longueur d'onde est de 3 mm ou 100 GHz, se situe dans un spectre intermédiaire entre l'infrarouge lointain (10-100 microns) et les micro-ondes (ondes centimétriques).
Ce rayonnement, dit fossile, continue à nous parvenir pratiquement inchangé depuis son émission. Il constitue une photo de l'univers tel qu'il existait au moment où les photons ont été libérés. Les caractéristiques du rayonnement apportent des informations sur les principaux paramètres de l'univers : son âge, sa composition... Ce rayonnement n'est pas parfaitement homogène : en fonction de la direction observée, apparaissent de petites fluctuations (anisotropies) dans le spectre qui reflètent des différences de température et de densité de la matière  dans l'univers au moment de la libération des photons : selon les principales théories qui restent à confirmer, ces différences de densité sont apparues bien avant durant l'épisode baptisé inflation cosmique qui se situe dans les premières secondes après le Big Bang. L'ordre de grandeur de ces variations est très faible (1/10000) mais, sous l'influence notamment de la gravité, elles ont constitué les germes de la concentration de la matière dans des points privilégiés, et sont donc directement à l'origine des grandes structures de l'univers qui apparaissent par la suite : galaxies, amas de galaxies.

### Découverte et mesure du fonds diffus cosmologique
Le phénomène du fond diffus cosmologique est une des conséquences de la théorie du Big Bang et son existence est prédite à la fin des années 1940 par le physicien George Gamow. Il est observé accidentellement en 1964 par Penzias et Wilson dans le cadre de recherches sur les émissions radio de la Voie lactée. Dans les années 1980,  la NASA, décide de lancer un observatoire spatial pour cartographier de manière précise ce rayonnement. L'observatoire spatial COBE est placé en orbite en 1992. Les données qu'il recueille confirment sans contestation possible que le rayonnement est celui d'un corps noir et permettent ainsi une validation importante de la théorie du Big Bang. COBE dresse une première carte du rayonnement fossile.
La mission WMAP est proposée par la NASA en 1995. C'est la seconde mission de taille moyenne (MIDEX) du programme scientifique Explorer.
Le nom initial de la sonde était Microwave Anisotropy Probe (MAP), mais elle a été rebaptisée en hommage à l'astronome américain David Wilkinson, membre de l'équipe responsable du satellite, pionnier de l'étude du fond diffus cosmologique, décédé le 5 septembre 2002.

## Objectifs et déroulement de la mission
L'objet de la mission est de cartographier avec la meilleure précision possible les fluctuations de température du rayonnement thermique cosmologique, ainsi que sa polarisation. Ces informations sont cruciales pour la cosmologie, car elles permettent de reconstituer avec une grande précision le contenu matériel de l'univers à ses origines. Les fluctuations de la température doivent être mesurées avec une résolution angulaire d'environ 0,2° alors que la carte dressée par le prédécesseur COBE n'a qu'une résolution angulaire de 7° soit 14 fois le diamètre de la Lune.

## Déroulement de la mission
L'observatoire spatial est lancé durant l'été 2001 par une fusée Delta II 7425-10 puis après avoir reçu à plusieurs reprises l'assistance gravitationnelle de la Lune il se dirige vers le point de Lagrange L2 qu'il atteint au bout de 3 mois. Il se place sur une orbite de Lissajous autour de L2 et entame sa mission d'une durée de 24 mois. Celle-ci est prolongée à plusieurs reprises et finalement le satellite achève sa mission le 19 août 2010. Une dernière manœuvre déclenchée par le centre de contrôle lui fait quitter l'orbite de Lissajous et le place sur une orbite héliocentrique.

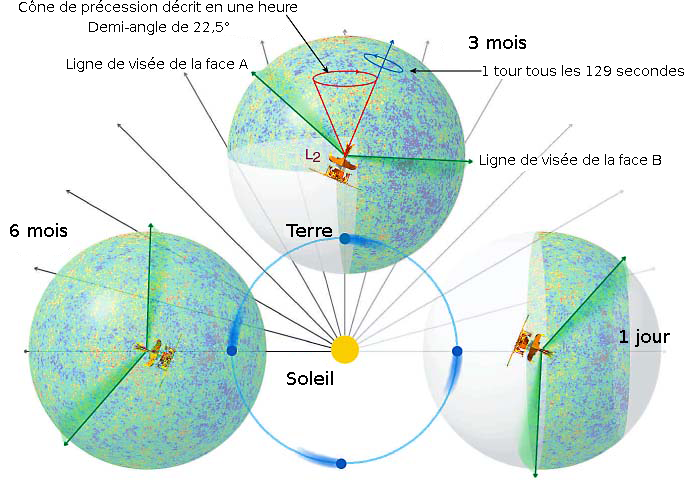
Ce schéma de l'orbite de WMAP montre comment le télescope collecte des données de l'ensemble du ciel en 6 mois.
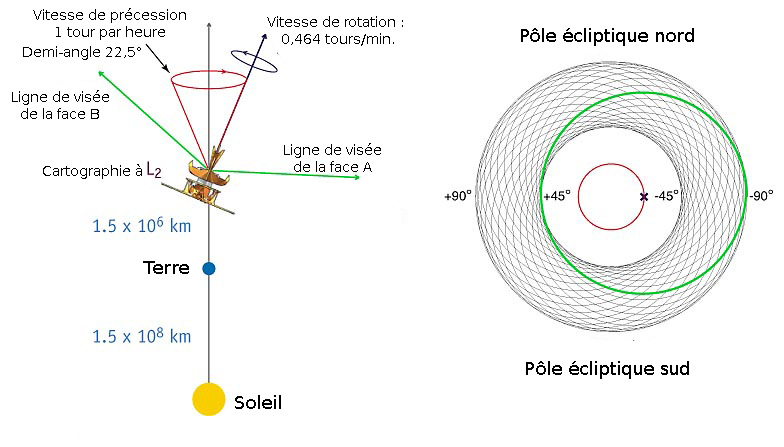
Méthode d'observation du télescope spatial WMAP.

## Caractéristiques du satellite
WMAP est un satellite de 840 kg; il comprend un large bouclier thermique de forme circulaire et d'un diamètre de 5 mètres qui maintient en permanence les télescopes dans l'ombre. Des panneaux solaires de 3,1 m2 fournissent 419 watts. Le satellite ne subit jamais d'éclipse mais il dispose d'une batterie lithium-ion de 23 A-h. Les données sont transmises via une antenne moyen gain qui est utilisée 16 minutes par jour avec un débit de 667 kilobits par seconde (antenne de réception de 70 mètres de diamètre). WMAP dispose également de deux antennes omnidirectionnelles qui sont utilisées notamment durant le transit vers le point de Lagrange. La propulsion est assurée par 8 propulseurs brûlant de l'hydrazine. Le satellite est en rotation autour de son axe(spinné) à la vitesse de 1 tour toutes les deux minutes. L'axe du satellite subit une précession qui lui fait décrire un cône de 22,5° autour de la droite reliant le Soleil au satellite. Le contrôle d'attitude est piloté à l'aide de deux viseurs d'étoiles, deux capteurs de Soleil et met en œuvre 3 roues de réaction.

### La charge utile
La charge utile de WMAP est constituée par deux télescopes grégoriens avec un miroir primaire de 1,4 x 1,6 m. qui concentre le rayonnement micro-ondes sur des radiomètres refroidis passivement à une température inférieure à 95 kelvins. Les deux télescopes pointent vers deux régions du ciel écartées de 141° avec un champ optique de 3,5 x 3,5°. Au foyer de chaque télescope 10 radiomètres sont utilisés pour mesurer la température du rayonnement émis par ces deux régions.  Le signal recueilli par chaque radiomètre du télescope est rapproché du signal d'un radiomètre de l'autre télescope ; ainsi la donnée collectée est la différence de température entre les deux régions du ciel. Pour éliminer le rayonnement émis par les autres sources, les radiomètres différentiels effectuant des mesures sur des longueurs d'onde distinctes, 3,2 mm (4 radiomètres pour chaque télescope) , 4,9 mm (2 radiomètres), 7,3 mm (2 radiomètres), 9,1 mm (1 radiomètre) et 13 mm (1 radiomètre) ce qui correspond à des fréquences de 23, 33, 41, 61 et 94 GHz respectivement. Le radiomètre est un instrument qui mesure les intensités relatives du rayonnement pour une longueur d'onde donnée. La raison de l'utilisation de mesures dans cinq longueurs d'onde différentes tient au fait que, pour être certain que les différences de température observées proviennent effectivement de l'émission du fond diffus cosmologique et non de rayonnements d'avant-plan (lumière zodiacale, rayonnement synchrotron ou free-free de la Voie lactée, effet Sunyaev-Zel'dovich, etc.), il faut que les différences d'intensité lumineuse dans chacune de ces longueurs d'onde satisfassent à certaines relations. Par exemple, un corps noir chaud émettra plus qu'un corps noir froid quelle que soit la longueur d'onde observée. Si WMAP observe une région plus lumineuse qu'une autre à 3,2 mm de longueur d'onde, mais moins lumineuse à 4,9 mm, il est certain qu'une partie significative du rayonnement observé n'est pas due à une variation d'intensité du fond diffus cosmologique. L'utilisation d'un grand nombre de longueurs d'onde permet donc une certaine redondance de façon à éliminer au mieux tout artefact lié à la présence de rayonnement d'avant-plan. La précision de la mesure de température est de 1 millionième de degré.

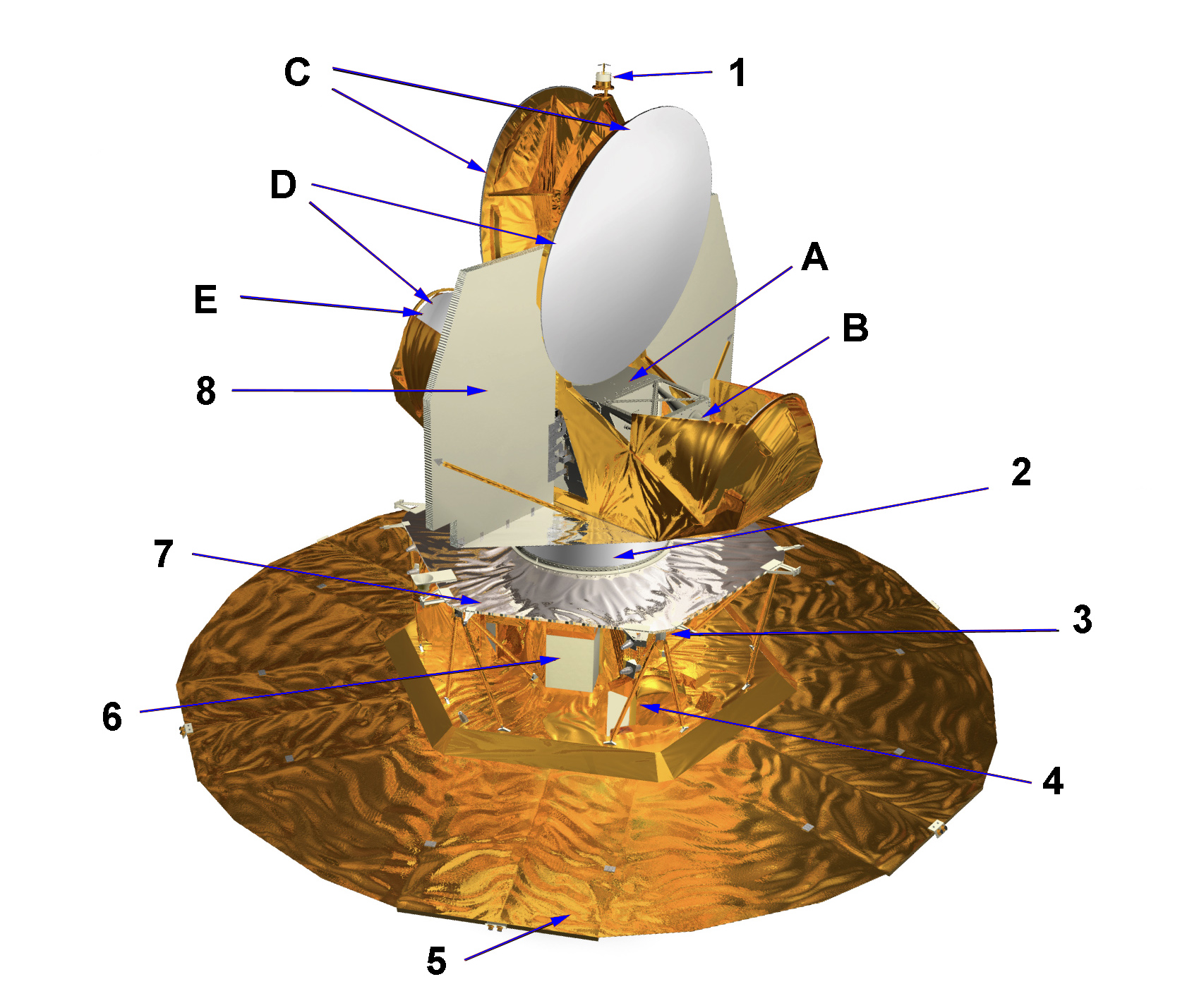
Schéma du télescope spatial WMAP.  1 : antenne omnidirectionnelle supérieure 2 cylindre isolé sur le plan thermique contenant la partie chaude (RXB) des détecteurs 3 viseur d'étoiles 4 roues de réaction (x3) 5 Panneaux solaires déployable et bouclier thermique 6 Boite chaude contenant l'électronique des instruments 7 Pont supérieur 8 radiateur passif ; Charge utile : A Boitier du plan focal (FPA), B  Cornets C Miroirs primaires 1,4 x 1,6 m. D optiques grégoriennes se tournant le dos E Miroir secondaire.
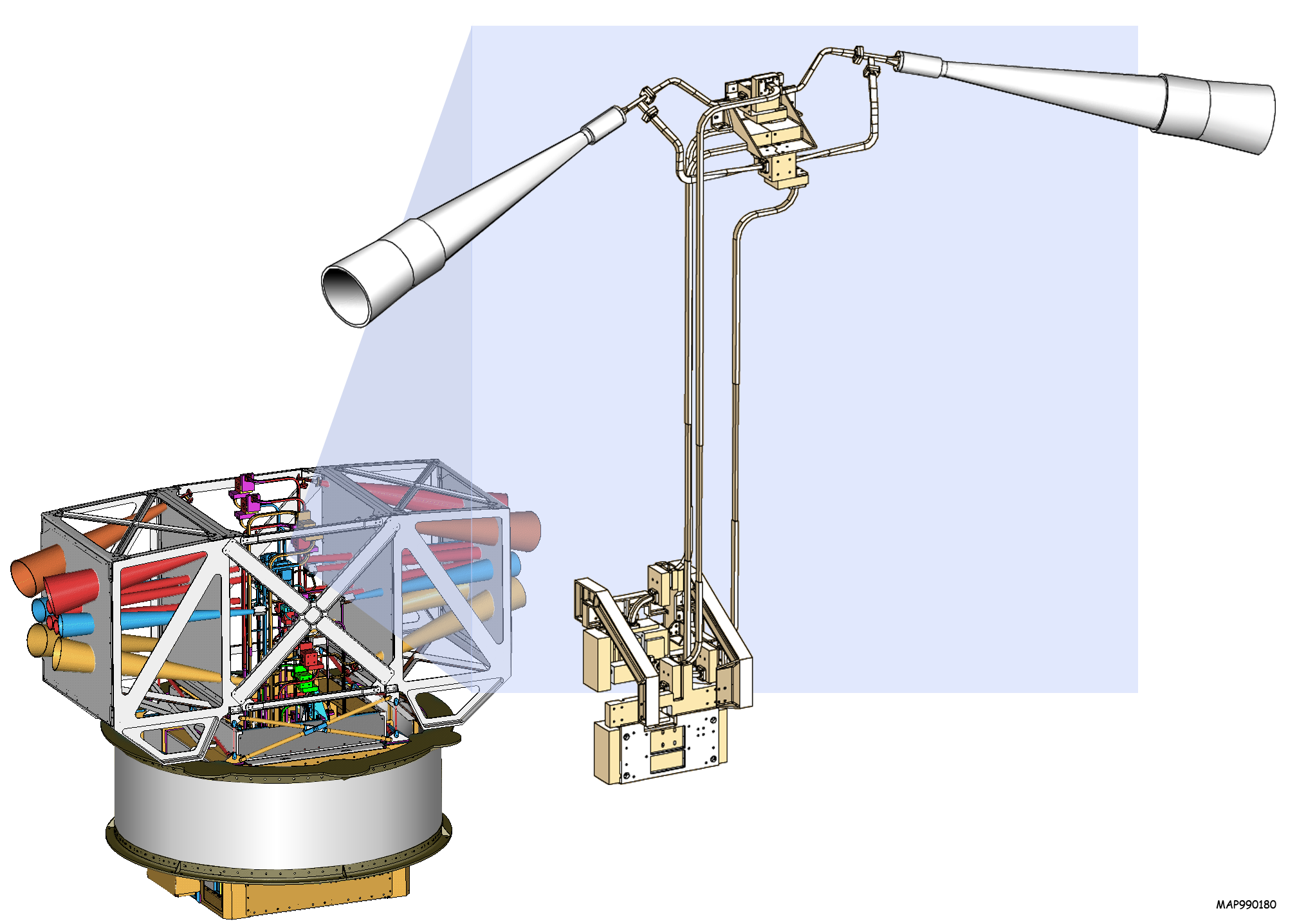
Une paire de cornets et les boitiers (FPA, FPX) contenant les systèmes d'analyses du signal reçu.

## Résultats

Carte de la sphère céleste montrant les fluctuations (ou anisotropie) du fond diffus cosmologique observées par le satellite WMAP (juin 2003).

Les résultats de WMAP ont été diffusés à l'issue de 3 ans de collecte (à l'issue de la mission primaire) puis avec les données collectées en 5 ans, 7 ans et 9 ans (derniers résultats produits). WMAP achève sa mission de neuf années de mesure en ayant déterminé avec une grande précision les six paramètres cosmologiques dont la précision est améliorée d'un facteur 68000 par rapport aux valeurs fournies par le satellite COBE en 1992, et  dresse une carte des fluctuations de densité de l'univers à la date d'émission du Fond diffus cosmologique avec une résolution bien meilleure.  Les valeurs des paramètres confirment la théorie de l'inflation dans sa version la plus simple : les fluctuations de densité suivent une courbe en cloche qui est uniforme dans le ciel et il y a autant de régions froides que de régions chaudes.  WMAP a également confirmé les prédictions selon lesquelles l'amplitude des variations de densité de l'univers est légèrement supérieure à grande échelle qu'à faible échelle et que l'univers obéit sans doute aux règles de la géométrie euclidienne (univers plat). L'âge de l'univers  est désormais évalué à 13,75 milliards d'années. L'univers est composé à l'époque de l'émission du rayonnement de 4,6 % de matière ordinaire (atomes), de 24 % de matière sombre, et comprend 71 % d'énergie sombre, qui serait responsable de l'accélération de l'expansion de l'univers. WMAP a également permis de déterminer que les premières étoiles se sont allumées environ 400 millions d'années après le Big Bang.
| 23 GHz  | 33 GHz  | 41 GHz | 61 GHz  | 94 GHz  |
| 23 GHz. | 33 GHz. | 41 GHz | 61 GHz. | 94 GHz. |

### Résultats finaux

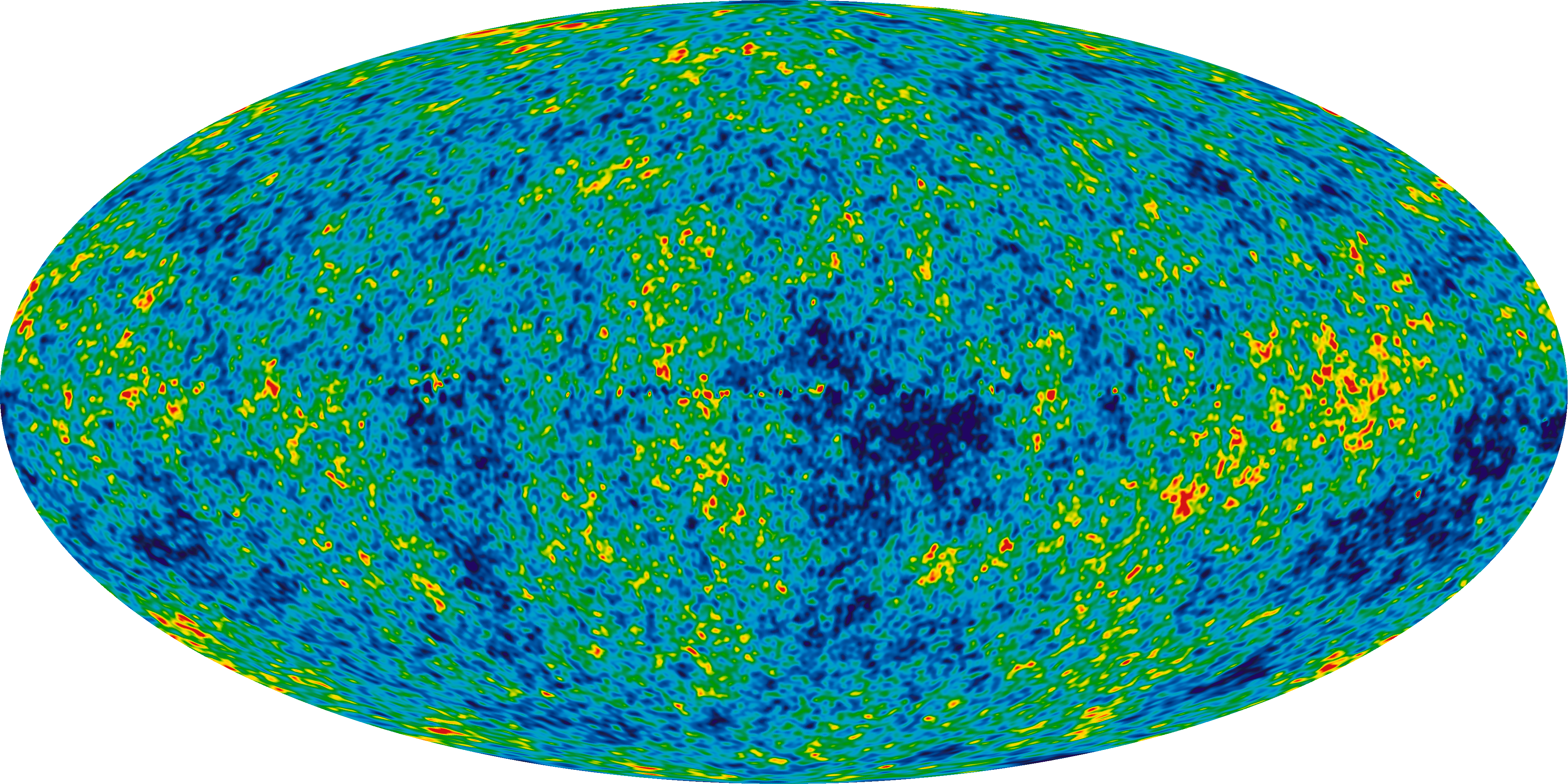
Carte du rayonnement diffus cosmologique, au bout de 9 ans d'observations WMAP (2012).

Les résultats finaux de WMAP ont été publiés fin 2012, sous la forme de données numériques et de cartes et diagrammes. La carte ci-contre représente les fluctuations actuelles (± 200 µK) de la température de l'Univers, 13,772 ± 0,059 milliards d'années après le Big Bang. Ces résultats établissent notamment que 95 % de l'univers précoce sont constitués de matière noire et d'énergie sombre, que la courbure de l'espace est inférieure à 0,4 %, et que le rayonnement diffus a été émis environ 400 millions d'années après le Big Bang.
| Paramètre                                   | Symbole                                                        | WMAP seul           | WMAP + eCMB + BAO + H0    |
| ------------------------------------------- | -------------------------------------------------------------- | ------------------- | ------------------------- |
| Âge de l'Univers (Ga)                       | {\displaystyle t_{0}}                                          | 13,74 ± 0,11        | 13,772 ± 0,059            |
| Constante de Hubble (km Mpc−1 s−1 )         | {\displaystyle H_{0}}                                          | 70,0 ± 2,2          | 69,32 ± 0,80              |
| Densité baryonique                          | {\displaystyle \Omega _{\mathrm {b} }}                         | 0,046 3 ± 0,002 4   | 0,046 28 ± 0,000 93       |
| Densité baryonique physique                 | {\displaystyle \Omega _{\mathrm {b} }h^{2}}                    | 0,022 64 ± 0,000 50 | 0,022 23 ± 0,000 33       |
| Densité de la matière noire froide          | {\displaystyle \Omega _{\mathrm {c} }}                         | 0,233 ± 0,023       | 0,240 2+0,008 8 −0,008 7  |
| Densité physique de la matière noire froide | {\displaystyle \Omega _{\mathrm {c} }h^{2}}                    | 0,113 8 ± 0,004 5   | 0,115 3 ± 0,001 9         |
| Densité de l'énergie sombre                 | {\displaystyle \Omega _{\Lambda }}                             | 0,721 ± 0,025       | 0,713 5+0,009 5 −0,009 6  |
| Fluctuations de densité à 8h−1 Mpc          | {\displaystyle \sigma _{8}}                                    | 0,821 ± 0,023       | 0,820+0,013 −0,014        |
| Indice spectral scalaire                    | {\displaystyle n_{\mathrm {s} }}                               | 0,972 ± 0,013       | 0,960 8 ± 0,008 0         |
| Épaisseur optique de la réionisation        | {\displaystyle \tau }                                          | 0,089 ± 0,014       | 0,081 ± 0,012             |
| Courbure de l'espace                        | {\displaystyle 1-\Omega _{\mathrm {tot} }}                     | −0,037+0,044 −0,042 | −0,002 7+0,003 9 −0,003 8 |
| Rapport tenseur/scalaire (k0 = 0,002 Mpc−1) | r                                                              | < 0.38 (IC à 95 %)  | < 0.13 (IC à 95 %)        |
| Indice spectral scalaire courant            | {\displaystyle \mathrm {d} n_{\mathrm {s} }/\mathrm {d} \ln k} | −0,019 ± 0,025      | −0,023 ± 0,011            |